# Neuhof (Trippstadt)
Neuhof ist ein Weiler, der zur im rheinland-pfälzischen Landkreis Kaiserslautern gelegenen Ortsgemeinde Trippstadt gehört.

## Lage
Neuhof liegt im Tal des Kottelbachs, einem rechten Nebenfluss der Moosalb, im Pfälzerwald. Er befindet sich einen Kilometer vom Kernort Trippstadt entfernt.

## Geschichte
In einem Kirchenbuch des Jahres 1727 wird neben weiteren Ortschaften der Umgebung auch das Tal erwähnt, was nachweist, dass es schon damals eine Besiedlung auf dem heutigen Neuhöfer Gebiet gegeben haben muss. 1746 wird der Ort als „neues Dorf im Tal bei Trippstadt“ verzeichnet.

## Kultur
Mit einem Backofen und der Katholischen Kapelle Mariä Himmelfahrt befinden sich vor Ort insgesamt zwei Objekte, die unter Denkmalschutz stehen.

## Infrastruktur
Der Neuhof ist über die Kreisstraße 51 mit dem Straßennetz verbunden. Nächstgelegener Bahnhof ist Schopp an der Biebermühlbahn.